# Aleida March
Aleida March (Santa Clara, 19 de octubre de 1936) es una mujer cubana conocida principalmente por haber sido la segunda esposa de Ernesto el “Che” Guevara. Preside el Centro de Estudios Che Guevara y es la titular de los derechos de autor de los escritos de este, entre ellos varios textos aún inéditos.

## Biografía
Aleida March nació y creció en una finca de 20 hectáreas, propiedad de su padre, en la zona rural de Santa Clara. Integraba una familia de campesinos blancos pobres, socialmente levemente diferenciados de los guajiros (guajiro), o campesinos negros, más pobres aún.
De joven fue a estudiar Pedagogía a la Universidad de Santa Clara. Comenzó a interesarse por la política cuando Fidel Castro llevó adelante el ataque al Cuartel Moncada en 1953. Se vinculó e ingresó en el Movimiento 26 de Julio, a partir de 1956.
Iniciada la lucha revolucionaria en 1957 Aleida militó en la clandestinidad activamente para el M-26-7 como mensajera del responsable de Villa Clara, con fama de audaz y valiente. Lolita Rossell, su amiga íntima y también militante del M-26-7 en aquella época dice de ella:

No tenía miedo a nada. Era muy abnegada, seria, soltera y no tenía afición a las fiesta y esa clase de cosas.

Las ideas de Aleida, como muchos de los militantes del M-26-7 “del llano”, estaban marcadas por su oposición frontal a la dictadura de Fulgencio Batista y el deseo de establecer una democracia liberal
Conoció al Che Guevara en plena lucha revolucionaria cuando este llegó con la Columna Ocho a combatir a la región, en octubre de 1958. Se enamoraron en ese momento y comenzaron a convivir, a pesar de que Guevara estaba casado con Hilda Gadea y tenía una hija.
Una vez caída la dictadura de Batista el 1 de enero de 1959 y tomado el poder el nuevo gobierno, Hilda Gadea y su hija se trasladaron a Cuba, donde se divorciaron. Poco después Aleida March y Ernesto Guevara se casaron el 9 de junio de 1959, en La Habana.
Juntos tuvieron cuatro hijos:
- Aleida Guevara March, nacida el 17 de noviembre de 1960
- Camilo Guevara March, nacido el 20 de mayo de 1962-2022
- Celia Guevara March, nacida el 14 de junio de 1963
- Ernesto Guevara March, nacido el 24 de febrero de 1965

Aleida March preside el Centro de Estudios Che Guevara, ubicado en la casa que compartieron en La Habana.

## Curiosidades
En agosto de 1961, Ernesto Guevara viajó a Punta del Este, Uruguay, para representar a Cuba en una reunión de la OEA. Aprovechando la cercanía con la Argentina, sus familiares y amigos concurrieron a verlo. En esas circunstancias Jon Lee Anderson relata en su biografía de Guevara el siguiente diálogo entre este y su querida “tía Beatriz”:

En determinado momento, dijo Figueroa, la tía Beatriz preguntó al Che sobre su nueva esposa, Aleida. «Es una chica de campo -dijo el Che-. Una guajira». «¿Y eso qué es? -preguntó Beatriz, perpleja-, ¿una hacendada?». El Che rio a carcajadas: evidentemente su recoleta tía pensaba que se había casado con una hija de la aristocracia terrateniente cubana.